# Piranina
La piranina è un colorante fluorescente idrofilo sensibile al pH appartenente al gruppo degli arilsolfonati. La piranina è solubile in acqua e viene adoperata sia come colorante biologico, sia come indicatore di pH. Un'applicazione comune potrebbe essere, ad esempio, la misurazione del pH intracellulare. La piranina si trova anche negli evidenziatori gialli, dando loro la loro caratteristica fluorescenza e il colore giallo-verde brillante. Si trova talvolta anche in alcuni tipi di sapone .

## Sintesi
È sintetizzato a partire dall'acido pirenetetrasulfonico e una soluzione di idrossido di sodio in acqua sotto riflusso. Il sale trisodico si cristallizza sotto forma di aghi gialli quando si aggiunge una soluzione acquosa di cloruro di sodio.